# 양구교육도서관
양구교육도서관은 대한민국 강원특별자치도 양구군 소재의 도서관이다.

## 연혁
- 1990. 11. 26 양구도서관 신축공사 착공
- 1991. 11. 08 양구도서관 준공
- 1992. 02. 19 양구도서관 개관
- 2001. 02. 09 강원도양구도서관평생학습관 지정
- 2004. 04. 29 신축도서관 착공
- 2004. 12. 24 신축도서관 준공
- 2005. 04. 02 세미나실 착공
- 2005. 07. 29 세미나실 준공
- 2005. 08. 10 신축도서관 개관
- 2013. 03. 01 양구교육도서관으로 명칭변경
- 2016. 03. 01 춘천교육문화관 양구분관으로 조직개편 (강원도교육규칙 제738호 2016.2.29.전부개정)

## 시설현황
본관
- 3층: 열람실, 휴게실, 동아리실, 서고
- 2층: 디지털자료실, 평생학습강의실, 전시실
- 1층: 종합자료실, 어린이자료실, 관장실, 행정지원실

별관
- 세미나실

## 이용 안내
이용 시간
- 종합자료실: 평일 09:00 ~ 19:00 / 주말 09:00 ~ 18:00
- 어린이자료실: 매일 09:00 ~ 18:00
- 디지털자료실: 매일 09:00 ~ 17:00
- 열람실: 매일 08:00 ~ 23:00

휴관일
- 매주 월요일
- 일요일을 제외한 공휴일